# Envenenamento por cerveja em Moçambique
O envenenamento por cerveja em Moçambique ocorreu quando, em 9 de janeiro de 2015, 75 pessoas morreram e 230 foram hospitalizadas após beberem cerveja contaminada em um funeral na localidade de Chitima, província de Tete, em Moçambique, dois dias antes. Todas as pessoas afetadas haviam consumido a cerveja local, pombe, em 9 de janeiro, contaminada com a bactéria Burkholderia gladioli, que produz o composto tóxico ácido bongcréquico.
As primeiras especulações sobre a fonte da doença por funcionários de Moçambique culparam a bile do crocodilo. No entanto, um artigo da revista Forbes se opôs a esta hipótese e aponta para a planta dedaleira (Digitalis purpurea) como a fonte provável fonte do veneno. Somente em novembro de 2015 foi determinado que as mortes e doenças eram resultado da contaminação bacteriana da cerveja.

## Envenenamento

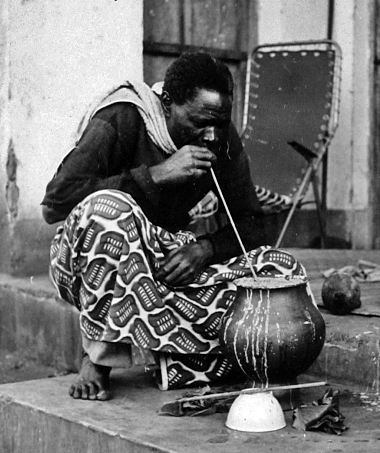
Homem em 1967 bebendo pombe, uma bebida fermentada tradicional

A Rádio Moçambique informou que 69 pessoas morreram nas aldeias de Chitima e Songo, ambas na província de Tete. Após um funeral, 196 foram hospitalizados em 9 de janeiro na parte ocidental do país. Os afetados consumiram cerveja pombe caseira, uma bebida fermentada tradicional feita de sorgo, farelo, milho e açúcar com fermento Schizosaccharomyces pombe, que não é o mesmo fermento usado na fabricação de cerveja no estilo ocidental.
Entre os primeiros mortos relatados no dia seguinte estavam a dona do balcão, dois de seus parentes e quatro vizinhos. Paula Bernardo, diretora de Saúde, Mulheres e Ação Social da região de Cahora Bassa, disse que os hospitais da região foram inundados com pessoas que sofrem de cãibras e diarreia e que mais pessoas morreram. Em 12 de janeiro, 196 pessoas permaneceram hospitalizadas, mas esse número caiu para 35 em 13 de janeiro. O presidente Armando Guebuza anunciou três dias de luto nacional.

## Investigação
Os primeiros relatórios sugeriram que a cerveja havia sido envenenada com "bile de crocodilo", conhecida e vendida por praticantes locais como "nduru". Uma teoria alternativa inicial, apresentada na revista Forbes online, sugeria que o ingrediente ativo desses envenenamentos talvez fosse um glicosídeo cardíaco, como a digoxina Digitalis purpurea, a variedade de flores de dedaleira que é a fonte normal de digoxina, tornou-se comum na área após a introdução pelos colonizadores europeus; a espécie dedaleira nativa da África, Ceratotheca triloba, se assemelha à planta venenosa, mas não estão relacionados.
No artigo da Forbes, David Kroll supõe que, embora os moradores locais tenham a reputação de que a bile de crocodilo seja altamente tóxica, isso é quase certamente falso. A bile do crocodilo se assemelha à bile dos mamíferos, que é universalmente encontrada no trato digestivo de todos os animais superiores. Os ratos alimentados com extratos da bile experimentalmente não morreram, e as fazendas locais de crocodilos secaram e venderam a bile para exportação para o Extremo Oriente para uso na medicina tradicional chinesa.
Amostras da cerveja, sangue e objetos suspeitos encontrados dentro do tambor foram enviados para análise no Laboratório Nacional. A investigação sobre a causa do envenenamento acabou revelando a presença da bactéria Burkholderia gladioli e duas toxinas produzidas por ela, o ácido bongcréquico e toxoflavina, tanto na cerveja quanto na farinha de milho usada para ajudar na fermentação, e concluíram que essas foram responsáveis pelas mortes e doenças.